# ムスタキム・マンズール
ムスタキム・マンズール（Mustaqim Manzur、1982年1月28日 - ）は、シンガポールのサッカー選手。元シンガポール代表。ポジションはLW。

## 経歴
2001年にホーム・ユナイテッドでプロとなった。その後はヤング・ライオンズを経て、SAFFCで長く活躍した。
2012年にゴンバク・ユナイテッドFCに移籍し翌年再びホーム・ユナイテッドに移籍するも出場機会に乏しく、2014年にゲイラン・インターナショナルFCに移籍した。

## 代表歴
2003年11月19日のカタール代表戦で代表初出場を果たした。

## タイトル

### クラブ
シンガポール・アームド・フォーシズFC
- Sリーグ: 2006, 2007, 2008, 2009
- シンガポール・カップ: 2007, 2008